# Efectele zborului spațial asupra corpului uman

Comparații de radiații a unei expuneri îndelungate pe Marte

Oamenii sunt fiziologic bine adaptați la viața pe Pământ. Prin urmare, zborul spațial are multe efecte negative asupra organismului. Efectele adverse cele mai semnificative ale imponderabilității pe termen lung sunt atrofirea musculară și „deteriorarea” scheletului. Alte efecte semnificative includ o încetinire a funcțiilor sistemului cardiovascular, scăderea producției de globule roșii din sânge, tulburări de echilibru și o slăbire a sistemului imunitar. Simptome minore includ redistribuirea lichidului din corp (determinând apariția „feței-lună”, care este un aspect tipic al astronauțior care se confrunta cu imponderabilitate), pierdere de masă corporală, congestie nazală, tulburări de somn și excesul de flatulență. Cele mai multe dintre aceste efecte încep să se inverseze rapid la întoarcerea pe Pământ.
Problemele ingineriei asociate cu plecarea de pe Pământ și dezvoltarea sistemelor de propulsie în spațiu au fost examinate de peste un secol și s-au efectuat numeroase cercetări în acest domeniu. În ultimii ani a existat o creștere a cercetărilor cu privire la problema modului în care oamenii pot supraviețui și lucra în spațiu pentru perioade lungi și, eventual, nedeterminate de timp. Această întrebare necesită informații de la științele fizice și biologice și a devenit acum cea mai mare provocare (în afara de finanțare) cu care se confruntă explorarea umană a spațiului. Un pas fundamental în depășirea acestei provocări este încercarea de a înțelege efectele și impactul călătoriei spațiale pe termen îndelungat asupra corpului uman.